# Mauricio Alberto Landra
Mauricio Alberto Landra (* 29. Januar 1972 in Larroque, Provinz Entre Ríos) ist ein argentinischer römisch-katholischer Geistlicher, Kirchenrechtler und Weihbischof in Mercedes-Luján.

## Leben
Mauricio Alberto Landra besuchte die Grundschule und die weiterführende Schule im Kolleg der Franziskanerinnen von Gent in Larroque. Anschließend studierte er Philosophie und Katholische Theologie am Priesterseminar María, Madre de la Iglesia in Gualeguaychú. Am 18. Dezember 1998 empfing er in Larroque durch den Bischof von Gualeguaychú, Luis Guillermo Eichhorn, das Sakrament der Priesterweihe für das Bistum Gualeguaychú.
Landra war nach der Priesterweihe zunächst als Pfarrvikar der Pfarreien San Juan Bautista in Gualeguaychú und María Auxiliadora in Concepción del Uruguay tätig, bevor er 2003 Pfarrer der Pfarrei Nuestra Señora de Lourdes in Gualeguaychú wurde. Daneben erwarb er im Jahr 2000 an der Päpstlichen Katholischen Universität von Argentinien in Buenos Aires bei Carlos Heredia mit der Arbeit Los clérigos y los medios de comunicación social („Kleriker und soziale Medien“) ein Lizenziat im Fach Kanonisches Recht und wurde 2007 bei Alejandro W. Bunge mit der Arbeit La aplicación del principio de subsidiariedad como criterio de buen gobierno del Obispo diocesano („Die Anwendung des Subsidiaritätsprinzips als Kriterium für eine gute Leitung durch den Diözesanbischof“) in dieser Disziplin promoviert.
Von 2008 bis 2013 war Landra Pfarrer der Kathedrale von Gualeguaychú und von 2010 bis 2013 zudem Generalvikar des Bistums Gualeguaychú. Daneben fungierte er von 2004 bis 2012 als stellvertretender Diözesancaritasdirektor. Von 2013 bis 2019 wirkte er als Pfarrer der Pfarrei San Pedro in Ceibas und als Dekan der kirchenrechtlichen Fakultät Santo Toribio de Mogrovejo der Päpstlichen Katholischen Universität von Argentinien. Bereits ab 2016 fungierte Landra auch als Offizial des interdiözesanen Kirchengerichts für Ehenichtigkeitsverfahren der Bistümer Gualeguaychú und Concordia und ab 2019 zusätzlich als Regens des Priesterseminars María, Madre de la Iglesia in Gualeguaychú. Außerdem war er als Richter am Kirchengericht des Erzbistums Mercedes-Luján tätig und als Ehebandverteidiger am nationalen Kirchengericht zweiter Instanz. Zudem lehrte er weiterhin als Professor an der Päpstlichen Katholischen Universität von Argentinien. Darüber hinaus gehörte er dem Diözesanpastoralrat, dem Konsultorenkollegium und dem Priesterrat des Bistums Gualeguaychú sowie ab 2021 in der Argentinischen Bischofskonferenz der Kommission für den Schutz von Minderjährigen und schutzbedürftigen Erwachsenen an. Ferner war er ab April 2022 Vizepräsident der Sociedad Argentina de Derecho Canónico. Überdies unterstützte Landra 2022 José Luis Mollaghan bei der Apostolischen Visitation der Vereinigung Dalmanutá.
Am 9. August 2023 ernannte ihn Papst Franziskus zum Titularbischof von Trisipa und zum Weihbischof in Mercedes-Luján. Der Erzbischof von Mercedes-Luján, Jorge Eduardo Scheinig, spendete ihm am 14. Oktober desselben Jahres in der Basilika von Luján die Bischofsweihe; Mitkonsekratoren waren der Bischof von Gualeguaychú, Héctor Luis Zordán MSSCC, und der emeritierte Bischof von Goya, Ricardo Oscar Faifer, sowie der Erzbischof von San Juan de Cuyo, Jorge Eduardo Lozano.

## Schriften
- Los clérigos y los medios de comunicación social. Pontificia Universidad Católica Argentina, Buenos Aires 2000.
- La aplicación del principio de subsidiariedad como un criterio de buen gobierno del obispo diocesano. Pontificia Universidad Católica Argentina, Buenos Aires 2007, ISBN 978-987-43-3840-2 (edu.ar [PDF; 1,2 MB]).
- La Comisión Judicial Diocesana. In: Anuario Argentino de Derecho Canónico. Band 17, 2011, OCLC 1379313927, S. 147–177 (edu.ar [PDF; 325 kB]).
- La secretaría parroquial: puerta de la parroquia, el párroco y sus colaboradores en la secretaría parroquial. In: Anuario Argentino de Derecho Canónico. Band 18, 2012, OCLC 1379313826, S. 71–81 (edu.ar [PDF; 243 kB]).
- La regularización matrimonial y su acompañamiento canónico. In: Anuario Argentino de Derecho Canónico. Band 18, 2012, OCLC 1379313796, S. 243–270 (edu.ar [PDF; 542 kB]).
- La responsabilidad del obispo diocesano en la caridad organizada: comentario al Motu Proprio Intima Ecclesiae natura. In: Anuario Argentino de Derecho Canónico. Band 19, 2013, OCLC 1379313841, S. 293–306 (edu.ar [PDF; 695 kB]).
- La solicitud de los sacramentos en los fieles que civilmente han cambiado su género. In: Anuario Argentino de Derecho Canónico. Band 20, 2014, OCLC 1379313891, S. 163–181 (edu.ar [PDF; 241 kB]).
- Comentario al decreto del Obispo de Acireale. In: Anuario Argentino de Derecho Canónico. Band 20, 2014, OCLC 1379313954, S. 299–306 (edu.ar [PDF; 195 kB]).
- Dos asambleas sinodales y una misma meta: estudiar los desafíos pastorales sobre la familia en el contexto de la evangelización. In: Anuario Argentino de Derecho Canónico. Band 20, 2014, OCLC 1379313660, S. 315–329 (edu.ar [PDF; 230 kB]).
- La oposición razonable del defensor del vínculo. In: Mauricio Landra (Hrsg.): Pius et prudens. Libro homenaje a Mons. Dr. José Bonet Alcón. Pontificia Universidad Católica Argentina, Buenos Aires 2014, ISBN 978-987-620-266-4, S. 311–326 (edu.ar [PDF; 2,5 MB]).
- El principio de subsidiariedad aplicado en la Curia Romana: ¿La Curia Romana, requiere reforma o aggiornamento? In: Anuario Argentino de Derecho Canónico. Band 21, 2015, OCLC 1379313831, S. 177–223 (edu.ar [PDF; 383 kB]).
- La constitución jerárquica de la Iglesia. In: Alejandro Aníbal López Romano (Hrsg.): Nociones elementales sobre la ley de la Iglesia. Libros de derecho, Quilmes 2015, OCLC 1203490995, S. 85–118.
- Continuidad y novedad de Amoris Laetitia en la preparación al matrimonio. In: Anuario Argentino de Derecho Canónico. Band 22, 2016, OCLC 1379313611, S. 73–94 (edu.ar [PDF; 306 kB]).
- El obispo trasladado y la diócesis a qua. In: Anuario Argentino de Derecho Canónico. Band 23, Nr. 1, 2017, OCLC 1379313673, S. 335–351 (edu.ar [PDF; 249 kB]).
- La sanación en la raíz del matrimonio civil de dos católicos y la autoridad del obispo diocesano. In: Anuario Argentino de Derecho Canónico. Band 24, 2018, OCLC 1379313948, S. 97–112 (edu.ar [PDF; 122 kB]).
- La pastoral judicial como parte de la pastoral familiar diocesana unitaria. In: Mauricio Landra (Hrsg.): La curia diocesana al servicio de la tarea administrativa, legislativa y judicial del Obispo. Modelos de formulario. Pontificia Universidad Católica Argentina, Buenos Aires 2019, ISBN 978-987-620-392-0, S. 59–74.
- La parroquia colaborando con el Tribunal Eclesiástico en las causas de nulidad matrimonial. In: Anuario Argentino de Derecho Canónico. Band 25, 2019, OCLC 1379313908, S. 125–142 (edu.ar [PDF; 127 kB]).
- La vocación eclesial del canonista. In: Anuario Argentino de Derecho Canónico. Band 25, 2019, OCLC 1379313936, S. 297–206 (edu.ar [PDF; 97 kB]).
- La posible admisión al seminario de vocaciones provenientes de otras diócesis y especialmente de ex seminaristas. In: Anuario Argentino de Derecho Canónico. Band 26, 2020, OCLC 1379313653, S. 165–187 (edu.ar [PDF; 159 kB]).